# Piwniczna Struga
Piwniczna Struga (do 1945 niem. Keller Bach) – strumień o długości ok. 4 km, mający źródła w lasach Puszczy Wkrzańskiej ok. 0,5 km na północny wschód od Goślic. W górnym biegu płynie w głębokich parowach, w dolnej części w zalesionym płaskim terenie. Przed Siedlicami, z lewej strony wpada do Piwnicznej Strugi strumień Wilcza. W Siedlicach do Piwncznej Strugi, jako jej prawy dopływ, wpada strumień Wkrzanka. W odległości ok. 1 km za Siedlicami Piwniczna Struga łączy się z Tatyńska Strugą, tworząc potok, który od tego miejsca nosi nazwę Siedliczanka.